# Gretha Arnström
Margaretha (Gretha) Josefina Arnström, född 22 juli 1895 i Stockholm, död 16 september 1975 i Gävle, var en svensk kostymtecknare.
Hon var dotter till maskinisten Erik Emil Högberg och Amanda Sjölander och från 1920 gift med disponenten Georg Arnström. Hon studerade vid Högre konstindustriella skolan i Stockholm 1915–1921 och vid Schule Reimann i Berlin 1927 samt under studieresor till England och Italien. Hon var anlitad som kostymtecknare vid Södra Teatern i Stockholm 1938 och från 1940 vid Odeon Teatern. Hon medverkade med akvarellmålningar vid Liljevalchs höstsalonger. Vid sidan av sitt arbete har hon medverkat som modetecknare i dags- och veckopress samt utfört heraldiska teckningar. Hon använde sig av signaturen Gretha.